# Argyle (Texas)
Argyle é uma cidade localizada no estado norte-americano do Texas, no Condado de Denton.

## Demografia
Segundo o censo norte-americano de 2000, a sua população era de 2365 habitantes. 
Em 2006, foi estimada uma população de 3162, um aumento de 797 (33.7%).

## Geografia
De acordo com o United States Census Bureau tem uma área de 
28,8 km², dos quais 28,8 km² cobertos por terra e 0,0 km² cobertos por água. Argyle localiza-se a aproximadamente 193 m acima do nível do mar.

## Localidades na vizinhança
O diagrama seguinte representa as localidades num raio de 12 km ao redor de Argyle. 